# Henri Rondel
Pour les articles homonymes, voir Rondel (homonymie).
Ne doit pas être confondu avec Henri Arondel.
Henri Rondel, né le 2 février 1857 à Avignon et mort le 28 mai 1919 à Caen, est un peintre français.

## Biographie
Henri Marie Gabriel Rondel est le fils d'Alfred Marie Henri Rondel, ingénieur en chef des Ponts et Chaussées, et de Gabrielle Guynet. Sa sœur Louise (1860-1937) proposera une œuvre au salon de 1882.
Élève de Jean-Léon Gérôme et Charles Jalabert à l'École des Beaux-Arts de Paris, il expose au Salon de 1879 à 1914. Il devient membre de la Société nationale des Beaux-Arts.
Au Salon de 1889, il propose le portrait du général Boulanger qui lui vaut la critique de mal choisir ses modèles, au risque de se faire proscrire.
En 1891, il épouse Julie Marguerite Émilie Juliette de Possel-Deydier, premier prix de piano du conservatoire de Paris. Il tient son atelier au 12 de la rue Legendre.
En 1896, il peint le portrait du président Félix Faure. L'année suivante, il est élevé au rang de Chevalier de la Légion d'honneur.
Peintre de sujets religieux, de genre et de portraits, il obtient une mention honorable en 1898 et une médaille de bronze à l'Exposition universelle de 1900.
Durant la première Guerre mondiale, il réalise des portraits, d'après photographie ou nature, au crayon et à la peinture, pour un prix modéré.
Malade, il meurt à Caen à l'âge de 62 ans. Il est inhumé à Toulon.

Œuvres d'Henri Rondel
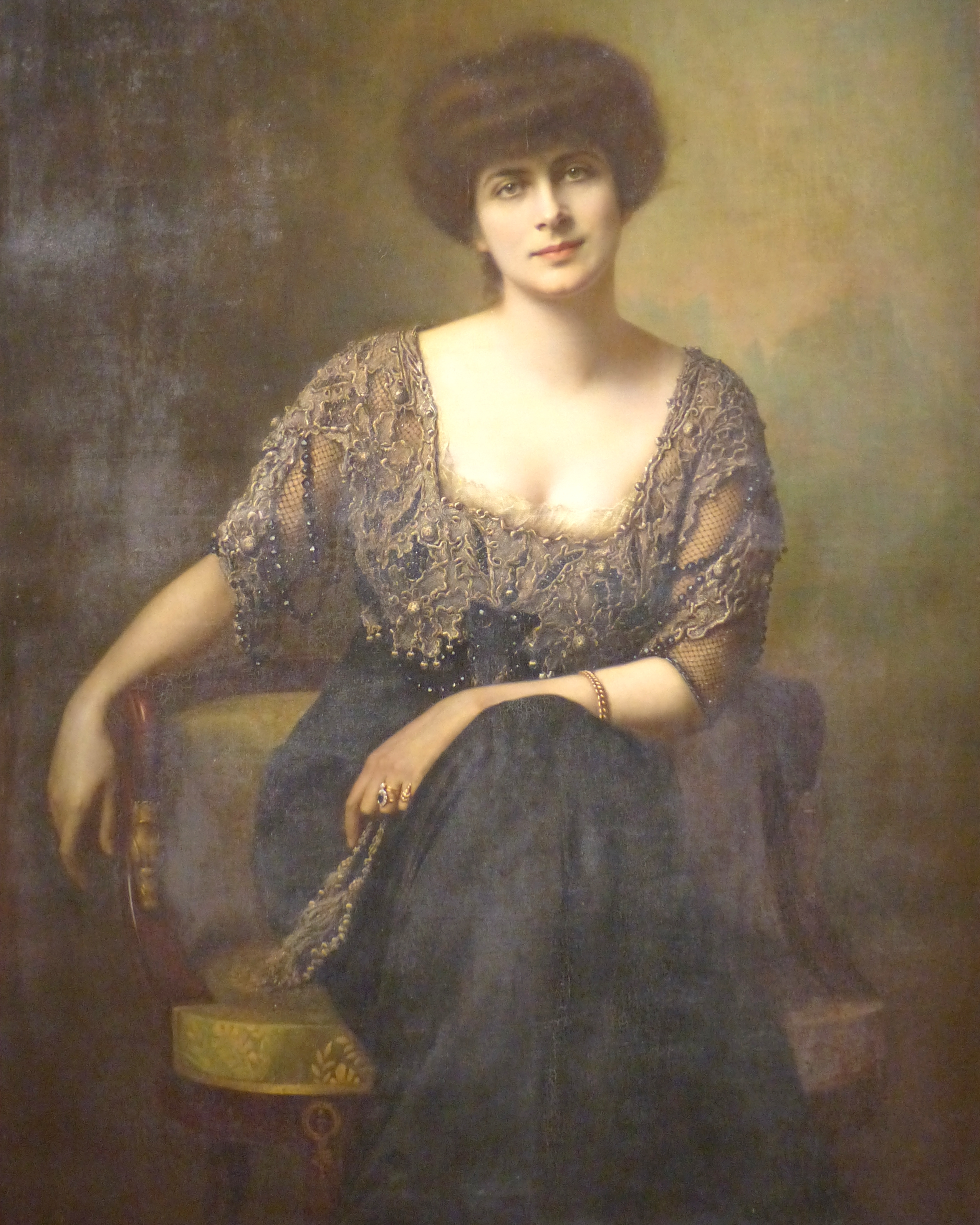
Portrait du peintre Marthe Chevassu, vers 1910, musée Calvet, Avignon.
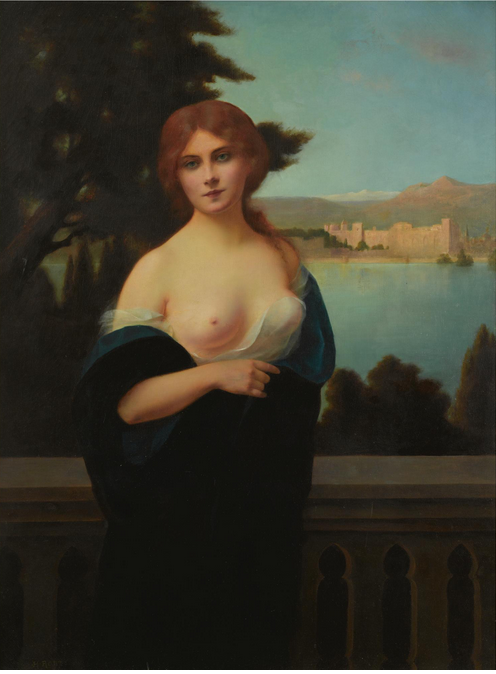
Jeune femme dans un paysage.

## Œuvres exposées aux Salons parisiens
- Portrait de Mme G..., au Salon de 1879
- Portraits de Mme C... et de Mlle J. R…, au Salon de 1882
- Portrait du R. P. de la Croix, au Salon de 1883
- Portrait de M. G. Tricoupi, président du conseil des ministres à Athènes , au Salon de 1884
- Portrait de M. le comte de Mouy, ministre plénipotentiaire de France à Athènes, au Salon de 1884
- Le relieur, au Salon de 1885
- Portrait de M. W., au Salon de 1885
- Portrait de M. de Blowitz, au Salon de 1886
- Portrait de M. S..., au Salon de 1886
- Étude de femme, au Salon de 1888
- Portrait de Mme L..., au Salon de 1888
- Portrait du général Boulanger, au Salon de 1889
- Portrait de "G...", au Salon de 1890
- Dame en noir, au Salon de 1891
- Philippe (un homme libre), au Salon de 1891
- Portrait de M. Arthur Meyer, au Salon de 1891
- Portrait de M. M..., au Salon de 1891
- Portrait de E. Gordon Bennett, au Salon de 1892
- Portrait de Gervex, au Salon de 1892
- Portrait de Mme H. R..., au Salon de 1892
- Ruines de la Cour des Comptes (fragment), au Salon de 1892
- Vieille Dame (étude), au Salon de 1892
- Vierge (étude), au Salon de 1892
- Étude de femme, au Salon de 1893
- Le Passé, au Salon de 1893
- Portrait de M. A. R..., au Salon de 1893
- Portrait de M. Andrieux, au Salon de 1893
- Départ pour le bal, au Salon de 1894
- Étude de femme rousse, au Salon de 1894
- Italienne, au Salon de 1894
- Jeune femme lisant une lettre (Petit Trianon), au Salon de 1894
- Le vagabond, au Salon de 1894
- Méditation, au Salon de 1894
- Étude, au Salon de 1895
- Fantaisie, au Salon de 1895
- Florentine, au Salon de 1895
- Intérieur du petit Trianon, au Salon de 1895
- Portrait de M. A. L…, au Salon de 1895
- Portrait de M. J…, au Salon de 1895
- Portrait de M[aîtr]e B…, au Salon de 1895
- Portrait de Monsieur le Président de la République, au Salon de 1896
- Andrée, au Salon de 1897
- Étude de femme, au Salon de 1897
- Fantaisie, au Salon de 1897
- Paysage, au Salon de 1897
- Portrait de Me G..., au Salon de 1897
- Portrait de Mme B..., au Salon de 1897
- Vieille dame disant son chapelet, au Salon de 1897
- Portrait, au Salon de 1898
- Prière à la Vierge (vision de Fra-Angelico) (triptyque), au Salon de 1899
- Étude, au Salon de 1901
- Portrait, au Salon de 1901
- Étude, au Salon de 1905
- Portrait de M. B..., au Salon de 1905
- Portrait de M. de C..., au Salon de 1905
- Portrait de M. Jean Béraud, au Salon de 1905
- Étude de femme, au Salon de 1906
- Portrait de M. Jean Béraud, au Salon de 1909
- Portrait de M. Maurice Barrès, au Salon de 1909
- Portrait de M. de C., au Salon de 1911
- Portrait de Mme F. C..., au Salon de 1911
- Portrait de Mme H..., au Salon de 1911
- Étude, au Salon de 1912
- Étude de femme, au Salon de 1912
- Portrait de M. S…, au Salon de 1912
- Portrait de M. W. G…, au Salon de 1912
- Portrait de ma mère, au Salon de 1912
- Portrait de Mlle A. R…, au Salon de 1912
- Intérieur du petit Trianon, au Salon de 1913
- L'étude, au Salon de 1913
- Paysage, au Salon de 1913
- Portrait de M. G..., au Salon de 1913
- Portrait de Mme A. de M. G..., au Salon de 1913
- Ruines de la Cour des Comptes, au Salon de 1913
- Intérieur du mont Saint-Michel, au Salon de 1914
- Portrait de Mlle A. R..., au Salon de 1914